# Andrés Andrade Cedeño
Andrés Alberto Andrade Cedeño (Panamá, 16 de octubre de 1998) es un futbolista panameño. Juega de defensa y desde la temporada 2023-24 se encuentra en el LASK Linz de la Bundesliga de Austria.

## Carrera
Desde inicios de su carrera en Fuerzas Básicas con el San Francisco F. C. llamaba la atención por su imponente tamaño, un buen despliegue defensivo y ofensivo, desbordes combinados con buenos centros y un lateral que hace goles.
Fue seleccionado nacional para su país Panamá, desde las categorías menores, comenzando desde la sub-17, sub-20 y llegando a la selección absoluta a una concentración.
Estuvo a prueba con el Zenit de San Petersburgo de Rusia en un campamento en España tras no llegar a un buen acuerdo, regresa a su país.
Ya llegado a su país y finalizado su contrato con el San Francisco, sumándose la no formalización con el Zenit, fue a préstamo a jugar con el Moravia F. C. y realizó pruebas con los Rayados de C. F. Monterrey en México.
El Toluca F. C. de México logró su fichaje y lo colocaron con su equipo de Segunda División el Deportivo Toluca Premier y su equipo sub-20 con la expectativa de potenciar su talento para llegar pronto a su primer equipo en la Liga Bancomer MX.
Fichó por el LASK Linz el 1 de julio de 2018 para su filial FC Juniors OÖ. Subió al primer equipo el 1 de julio de 2020 y militó varias temporada disputando competiciones nacionales, como la Bundesliga y la Copa de Austria, e internacionales como la Liga Europa y la Liga Europa Conferencia.
El 31 de agosto de 2021 fue cedido por el LASK Linz al el Arminia Bielefeld. Disputó 17 partidos de Bundesliga y uno de Copa de Alemania. Esa temporada el club bajó a la 2. Bundesliga y ejerció la opción de compra y pagó 1,25 millones de euros. Disputó 26 partidos en la 2. Bundesliga y dos más de la promoción de ascenso y descenso y el club descendió nuevamente, esta vez a la 3. Liga. También disputó otro partido en la Copa de Alemania. El 11 de junio de 2023, a través de sus redes sociales, se despidió del Arminia Bielefeld.
El 12 de junio de 2023 se anunció su regreso al LASK Linz firmando un contrato hasta 31 de junio de 2027.

## Selección nacional
Inició siendo internacional con la selección de fútbol sub-20 de Panamá.
Debutó con la selección de fútbol de Panamá el 16 de noviembre de 2018 en un partido amistoso contra la selección de fútbol de Honduras, en la derrota 1-0 en Tegucigalpa.

### Participaciones en selección nacional
| Copa                     | Categoría | Sede                  | Resultado             | Partidos | Goles |
| ------------------------ | --------- | --------------------- | --------------------- | -------- | ----- |
| Campeonato Sub-20 2017   | Sub-20    | Costa Rica            | Fase de clasificación | 5        | 1     |
| Liga de Naciones 2019-20 | Mayor     | Concacaf              | Fase de grupos        | 0        | 0     |
| Liga de Naciones 2022-23 | Mayor     | Concacaf              | Cuarto lugar          | 3        | 0     |
| Copa Oro 2023            | Mayor     | Estados Unidos Canadá | Subcampeón            | 7        | 0     |
| Liga de Naciones 2023-24 | Mayor     | Concacaf              | Cuarto lugar          | 7        | 0     |

### Goles internacionales
| Goles internacionales | Goles internacionales   | Goles internacionales                | Goles internacionales | Goles internacionales | Goles internacionales | Goles internacionales     |
| Num.                  | Fecha                   | Lugar                                | Rival                 | Gol                   | Resultado             | Competición               |
| --------------------- | ----------------------- | ------------------------------------ | --------------------- | --------------------- | --------------------- | ------------------------- |
| 1                     | 5 de septiembre de 2021 | Independence Park, Kingston, Jamaica | Jamaica               | 0-1                   | 0-3                   | Eliminatoria Mundial 2022 |

## Estadísticas
Actualizado el 11 de junio de 2023.
| Club                         | Div.          | Temporada     | Liga  | Liga  | Copa nacional | Copa nacional | Copa internacional | Copa internacional | Total | Total |
| Club                         | Div.          | Temporada     | Part. | Goles | Part.         | Goles         | Part.              | Goles              | Part. | Goles |
| ---------------------------- | ------------- | ------------- | ----- | ----- | ------------- | ------------- | ------------------ | ------------------ | ----- | ----- |
| San Francisco F. C. · Panamá | 1.ª           | 2015-16       | 0     | 0     | 0             | 0             | 1                  | 0                  | 1     | 0     |
| San Francisco F. C. · Panamá | 1.ª           | 2016-17       | 21    | 0     | 0             | 0             | 0                  | 0                  | 21    | 0     |
| San Francisco F. C. · Panamá | Total club    | Total club    | 21    | 0     | 0             | 0             | 1                  | 0                  | 22    | 0     |
| FC Juniors OÖ · Austria      | 2.ª           | 2018-19       | 20    | 1     | 0             | 0             | ―                  | ―                  | 20    | 1     |
| FC Juniors OÖ · Austria      | 2.ª           | 2019-20       | 14    | 3     | 2             | 0             | ―                  | ―                  | 16    | 3     |
| FC Juniors OÖ · Austria      | Total club    | Total club    | 34    | 4     | 2             | 0             | 0                  | 0                  | 36    | 4     |
| LASK Linz · Austria          | 1.ª           | 2019-20       | 10    | 0     | 0             | 0             | 1                  | 0                  | 11    | 0     |
| LASK Linz · Austria          | 1.ª           | 2020-21       | 32    | 0     | 5             | 0             | 6                  | 0                  | 43    | 0     |
| LASK Linz · Austria          | 1.ª           | 2021-22       | 2     | 0     | 0             | 0             | 2                  | 0                  | 4     | 0     |
| LASK Linz · Austria          | Total club    | Total club    | 44    | 0     | 5             | 0             | 9                  | 0                  | 58    | 0     |
| Arminia Bielefeld · Alemania | 1.ª           | 2021-22       | 17    | 0     | 1             | 0             | ―                  | ―                  | 18    | 0     |
| Arminia Bielefeld · Alemania | 2.ª           | 2022-23       | 28    | 1     | 1             | 0             | ―                  | ―                  | 29    | 1     |
| Arminia Bielefeld · Alemania | Total club    | Total club    | 45    | 1     | 2             | 0             | 0                  | 0                  | 46    | 1     |
| LASK Linz · Austria          | 1.ª           | 2023-24       | 0     | 0     | 0             | 0             | 0                  | 0                  | 0     | 0     |
| LASK Linz · Austria          | Total club    | Total club    | 0     | 0     | 0             | 0             | 0                  | 0                  | 0     | 0     |
| Total carrera                | Total carrera | Total carrera | 144   | 5     | 8             | 0             | 10                 | 0                  | 162   | 5     |